# 恶意补足年龄
恶意补足年龄（拉丁語：malitia supplet aetatem），拉丁法律格言，是刑事责任年龄制度的补充规则。已满一定年龄的未成年人做出犯罪行为时未达到刑事责任年龄，但主观上知晓犯罪行为可能产生的后果时，可视为已达到刑事责任年龄。
在詹姆斯·巴杰尔谋杀案中，2名10岁的嫌疑人就是按照此原则，被按照成年人审判的。